# Acusilau
Acusilau (Argos,Grécia de século VI a.C.), filho de Cabas ou de Escabras, foi um logógrafo ou mitógrafo grego. Ele é reconhecido entre os Sete Sábios da Grécia por alguns. Cuja obra sobreviveu apenas em fragmentos e resumos de pontos individuais.

## Trabalho
Nas suas Genealogias oferece uma visão lendária do Mundo, desde a sua criação até à Guerra de Troia. Embora de origem dórica, escreveu em dialecto jónico. Em todos os seus escritos sobressai o interesse pelo mito dos primeiros logógrafos gregos. Diógenes Laércio cita-o entre os sábios antigos e alguns dos poemas pindáricos acusam a sua influência.
De acordo com o Suda, Acusilau escreveu genealogias (c. 500 a.C.). Três livros de suas genealogias são citados, que eram, em sua maioria, apenas uma tradução de Hesíodo em prosa. Acusilau afirmou ter tirado algumas de suas informações de tábuas de bronze descobertas em seu jardim que estavam inscritas com informações, uma fonte considerada com suspeita por alguns comentaristas modernos. Como a maioria dos outros logógrafos, ele escreveu no dialeto jônico. Platão é o primeiro escritor por quem ele é mencionado. As obras que levaram o nome de Acusilau em uma época posterior eram espúrias.